# Kelten-Römer-Museum

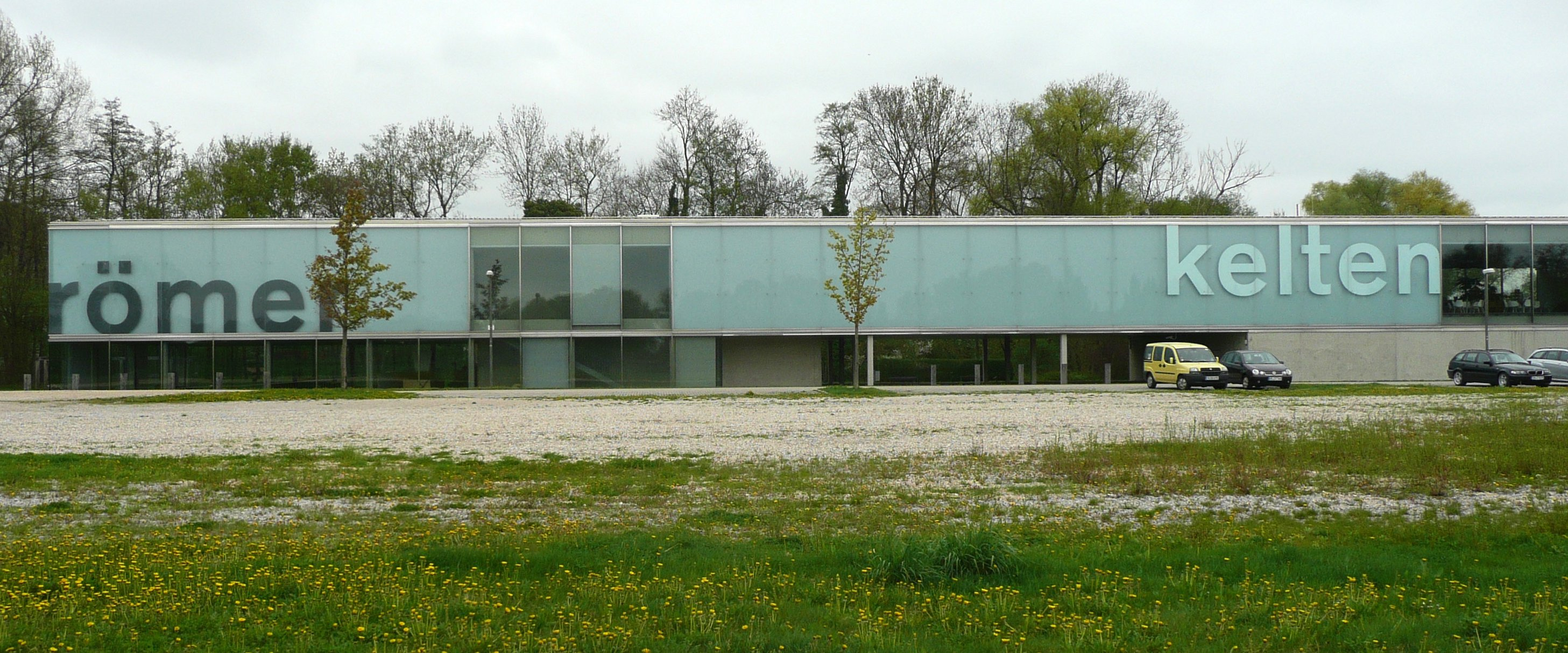

Het Kelten-Römer-Museum is een museum in het Duitse Manching. Het is een onderdeel van de Archäologische Staatssammlung. Het museum werd geopend in 2006 en stelt archeologische vondsten tentoon van de Romeinen (onder andere twee militaire schepen) en de Kelten (oppidum van Manching). De in 1999 ontdekte Keltische goudschat (483 gouden munten) werd in 2022 gestolen en in 2023 deels teruggevonden.